# Carlos Montes
Carlos Montes García (Madrid, 3 ottobre 1965 – Madrid, 6 giugno 2014) è stato un cestista spagnolo, professionista nella Liga ACB.

## Palmarès
- Copa Príncipe de Asturias: 1

Estudiantes Madrid: 1986